# NGC 6346
NGC 6346 este o liner situată în constelația Dragonul. A fost descoperită în 13 mai 1887 de către Lewis A. Swift. Se află la o distanță de 123,59 de megaparseci de Pământ.